# Невладина организација
Невладине организације су специфична форма организовања грађана. Термин се масовно користи у последње две деценије и уско је повезан са појмом цивилног друштва. Без схватања појма цивилног друштва није могуће у потпуности схватити овај појам. Поред термина „невладина организација” користи се и термин „удружење грађана”.
Област преклапања представља место где се снаге државе (законодавна, судска и извршна власт), бизниса и грађана обједињује да би се креирао нормативни простор за демократију, друштвену одговорност и заштиту јавних интереса.
Цивилно друштво за које се невладине организације залажу је:
- Простор за мобилизацију и артикулацију интереса појединаца и група
- Институционално средство за медијацију (посредовање) између конфликтних интереса и конфликтних социјалних вредности
- Могућност за исказивање и практиковање друштвених, религијских и културних веровања и активности
- Могућност за ограничавање инхерентне тенденције државе да прошири своју контролу
- Могућност да се ограничи потенцијал бизниса да буде без контроле.

Појам заједнички интерес у дефиницији може да буде разнолик. Он може, али и не мора, да буде прихватљив за све који раде са, и у, организацијама цивилног друштва. Оно што је битно је да су слобода говора и слобода удруживања битни елементи у демократским друштвима који дозвољавају грађанима да се удружују и да искажу различите интересе који не морају бити атрактивни увек за све. Значајна одлика цивилног друштва је да постоји подстицајни амбијент у коме су различити погледи дозвољени и пожељни и где је организацијама или асоцијацијама различите врсте дозвољено да постоје.
Институције једног подстицајног амбијента за развој цивилног друштва су:
- Извршна власт
- Судска власт
- Законодавна власт
- Медији
- Локална власт
- Независне одговорне (ревизорске) организације као што су:
  - Изборна комисија
  - Комисија за људска права
  - Комисија за борбу против корупције
  - Канцеларија главног ревизора
  - Канцеларија Врховног тужиоца
  - Омбудсман (јавни адвокат)
- Удружења грађана
- Берза
- Универзитет

Као што се види простор за сарадњу и за унапређење заједничких интереса је веома широк. 
Основна подела удружења грађана је на организације за узајамну помоћ (које формирају грађани и чији су они чланови и на бази тога остварују одређене користи), организације од општег (јавног) интереса (које формирају грађани у намери да помогну другим групама грађана који нису нужно њихови чланови), и претендери (претварачи).